# Þóroddur skattkaupandi
Þóroddur skattkaupandi (apodado Thorodur el recaudador de impuestos, n. 955) fue un vikingo y bóndi de Hof, Vestur-Ísafjarðarsýsla en Islandia. Es un personaje de la saga Eyrbyggja. Þóroddur estaba muy vinculado al clan familiar de Snorri Goði, quien concertó un matrimonio con su medio hermana Þuríður Björksdóttir (n. 960) y de esa relación nació Kjartan Þóroddsson (n. 982). Su apodo no tuvo nada que ver con un cargo oficial, simplemente rescató un navío noruego a la deriva que portaba la recaudación de los impuestos procedentes de la isla de Man para la corona de Noruega y recibió como compensación parte de lo recaudado.